# سليم مغلس
سليم مغلس سياسي يمني. هو وزير الخدمة المدنية والتأمينات في حكومة الإنقاذ الوطني برئاسة عبد العزيز بن حبتور التابعة للمجلس السياسي الأعلى في سلطة صنعاء منذ 10 نوفمبر 2018.